# Episodi di Heartbeat (sesta stagione)
La sesta stagione della serie televisiva Heartbeat è stata trasmessa in anteprima nel Regno Unito dalla ITV1 tra il 1º settembre 1996 e il 25 dicembre 1996.
| nº | Titolo originale       | Titolo italiano | Prima TV UK       | Prima TV Italia |
| -- | ---------------------- | --------------- | ----------------- | --------------- |
| 1  | Kids                   | inedito         | 1º settembre 1996 | inedito         |
| 2  | Old Colonials          | inedito         | 8 settembre 1996  | inedito         |
| 3  | Forget Me Not          | inedito         | 15 settembre 1996 | inedito         |
| 4  | A Long Shot            | inedito         | 22 settembre 1996 | inedito         |
| 5  | Something of Value     | inedito         | 29 settembre 1996 | inedito         |
| 6  | Frail Mortality        | inedito         | 6 ottobre 1996    | inedito         |
| 7  | Snapped                | inedito         | 13 ottobre 1996   | inedito         |
| 8  | Catch Us If You Can    | inedito         | 20 ottobre 1996   | inedito         |
| 9  | Giving the Game Away   | inedito         | 27 ottobre 1996   | inedito         |
| 10 | The Championship       | inedito         | 3 novembre 1996   | inedito         |
| 11 | Who Needs Enemies      | inedito         | 10 novembre 1996  | inedito         |
| 12 | Thanks to Alfred       | inedito         | 17 novembre 1996  | inedito         |
| 13 | Obsessions             | inedito         | 1º dicembre 1996  | inedito         |
| 14 | The Best Laid Plans    | inedito         | 8 dicembre 1996   | inedito         |
| 15 | Bygones Be Bygones     | inedito         | 15 dicembre 1996  | inedito         |
| 16 | Old Friends            | inedito         | 22 dicembre 1996  | inedito         |
| 17 | Charity Begins at Home | inedito         | 25 dicembre 1996  | inedito         |